# بتانی انگلند
بتانی انگلند (انگلیسی: Bethany England؛ زادهٔ ۳ ژوئن ۱۹۹۴) بازیکن فوتبال اهل بریتانیا است.
از باشگاه‌هایی که در آن بازی کرده‌است می‌توان به باشگاه فوتبال زنان لیورپول و باشگاه فوتبال زنان چلسی اشاره کرد.
وی همچنین در تیم‌های ملی فوتبال England women's national under-19 football team, England women's national under-23 football team، و زنان انگلستان بازی کرده‌است.همچنین او یک لزبین است.